# Geir Frigård
Geir Frigård (Vormsund, 3 november 1970) is een voormalig Noors betaald voetballer die speelde als aanvaller gedurende zijn carrière. Hij beëindigde zijn loopbaan in 2007 bij de Noorse club Eidsvold TF na eerder onder meer voor Kongsvinger IL en Lillestrøm SK te hebben gespeeld.

## Interlandcarrière
Onder leiding van bondscoach Egil "Drillo" Olsen maakte Frigård zijn debuut voor het Noors voetbalelftal op 15 januari 1994 in het oefenduel tegen de Verenigde Staten (2-1) in Tempe, net als Runar Berg (FK Bodø/Glimt). Hij trof eenmaal doel tijdens zijn interlandcarrière. Frigård speelde in totaal vijf interlands voor zijn vaderland.

## Erelijst
Lillestrøm SK
- Noors landskampioen

1989
 Linzer ASK
- Topscorer Bundesliga

1998 (23 goals)